# Iko Iko (My Bestie)
Iko Iko (My Bestie) è un singolo del cantante papuano Justin Wellington, pubblicato il 3 giugno 2019.

## Descrizione
Il brano, cover dell'omonima canzone delle Dixie Cups del 1965, vede la partecipazione del gruppo musicale salomonese Small Jam ed è divenuto popolare soltanto due anni dopo la pubblicazione, nel 2021, grazie alla piattaforma TikTok. Il 13 luglio dello stesso anno venne pubblicato un remix con Pedro Capò.

## Video musicale
Il video musicale è stato reso disponibile su YouTube il 21 marzo 2017.
Nel 2021 venne fatto un video alternativo 

## Tracce
Testi e musiche di James Crawford, Barbara Hawkins, Rosa Hawkins e Joan Johnson.
1. Iko Iko (My Bestie) (feat. Small Jam) – 3:02

## Successo commerciale
Nella settimana terminante il 19 giugno 2021 il brano ha totalizzato 9,8 milioni di stream e ha venduto 6 000 copie digitali, debuttando alla 157ª posizione della Billboard Global 200 redatta dall'omonima rivista statunitense. In questo modo Wellington e i Small Jam sono divenuti rispettivamente il primo artista papuano e i primi artisti salomonesi a piazzare un'entrata nella classifica.

## Classifiche

### Classifiche settimanali
| Classifica (2021) | Posizione massima |
| ----------------- | ----------------- |
| Austria           | 5                 |
| Belgio (Fiandre)  | 3                 |
| Belgio (Vallonia) | 2                 |
| Bulgaria          | 7                 |
| Canada            | 49                |
| Croazia           | 8                 |
| Danimarca         | 22                |
| Francia           | 10                |
| Germania          | 7                 |
| Islanda           | 9                 |
| Italia            | 16                |
| Paesi Bassi       | 7                 |
| Polonia           | 5                 |
| Portogallo        | 54                |
| Regno Unito       | 99                |
| Romania           | 22                |
| Slovacchia        | 43                |
| Slovenia          | 5                 |
| Svezia            | 13                |
| Svizzera          | 5                 |

### Classifiche di fine anno
| Classifica (2021) | Posizione |
| ----------------- | --------- |
| Austria           | 22        |
| Belgio (Fiandre)  | 22        |
| Belgio (Vallonia) | 16        |
| Danimarca         | 99        |
| Francia           | 42        |
| Germania          | 32        |
| Islanda           | 59        |
| Italia            | 61        |
| Paesi Bassi       | 55        |
| Polonia           | 49        |
| Svezia            | 61        |
| Svizzera          | 33        |
| Classifica (2022) | Posizione |
| Belgio (Fiandre)  | 136       |
| Belgio (Vallonia) | 192       |

## Date di pubblicazione
| Paese  | Data           | Formato                      | Nota   |
| ------ | -------------- | ---------------------------- | ------ |
| Mondo  | 3 giugno 2019  | Download digitale, streaming | [ 41 ] |
| Italia | 7 maggio 2021  | Contemporary hit radio       | [ 42 ] |
| Svezia | 25 giugno 2021 | Adult contemporary radio     | [ 43 ] |